# لیاقت‌پور
لیاقت‌پور (به انگلیسی: Liaqauatpur) یک شهر در پاکستان است که در تحصیل لیاقت‌پور واقع شده‌است. لیاقت‌پور ۹۵ متر بالاتر از سطح دریا واقع شده‌است.